# Halosphaeriaceae
Halosphaeriaceae is een familie uit de orde Halosphaeriales van de ascomyceten.
Tot deze familie behoren de geslachten:
- Aniptodera
- Anisostagma
- Antennospora
- Appendichordella
- Arenariomyces
- Ascosacculus
- Ascosalsum
- Bathyascus
- Bovicornua
- Buxetroldia
- Carbosphaerella
- Ceriosporopsis
- Chadefaudia
- Corallicola
- Corollospora
- Cucullosporella
- Etheirophora
- Falcatispora
- Fluviatispora
- Haligena
- Halosarpheia
- Halosphaeria
- Halosphaeriopsis
- Iwilsoniella
- Lanspora
- Lautisporiopsis
- Lignincola
- Limacospora
- Littispora
- Luttrellia
- Magnisphaera
- Marinospora
- Matsusphaeria
- Moana
- Morakotiella
- Nais
- Natantispora
- Naufragella
- Nautosphaeria
- Neptunella
- Nereiospora
- Nimbospora
- Nohea
- Ocostaspora
- Ondiniella
- Ophiodeira
- Panorbis
- Phaeonectriella
- Remispora
- Saagaromyces
- Thalassogena
- Tirispora
- Trailia
- Trichomaris
- Tunicatispora